# W. Dale Brownawell
Woodrow Dale Brownawell (* 21. April 1942 im Grundy County, Missouri) ist ein US-amerikanischer Mathematiker, der sich mit Zahlentheorie und Algebraischer Geometrie befasst.
Brownawell ist der Sohn eines Farmers. Er studierte Deutsch und Mathematik an der University of Kansas mit dem Bachelor-Abschluss in beiden Fächern 1964 mit Bestnoten, studierte danach ein Jahr als Fulbright Fellow an der Universität Hamburg und danach an Cornell University und der State University of New York at Stony Brook (wohin er Schanuel 1969 folgte), und wurde 1970 bei Stephen Schanuel an der Cornell University promoviert (Some Transcendence Results for the Exponential Function). Ab 1970 war er Assistant Professor, ab 1974 Associate Professor und ab 1980 Professor an der Pennsylvania State University, an der er Distinguished Professor und 2013 emeritiert wurde.
1987 gab er obere Schranken für die effektive Version des Hilbertschen Nullstellensatzes, wobei er analytische Techniken benutzte, die die Gültigkeit auf Körper der Charakteristik Null beschränkten (1988  gab János Kollár dann einen rein algebraischen Beweis, gültig für beliebige Charakteristik). Der Hilbertsche Nullstellensatz besagt, dass für ein Polynom p in n Variablen über einem Körper k, das auf allen gemeinsamen Nullstellen der Elemente eines Ideals I im Polynomring verschwindet (mit Variablen-Werten im algebraischen Abschluss K von k), eine Potenz {\displaystyle p^{r}} im Ideal ist. Bei der effektiven Version geht es um obere Schranken für die Grade der Polynome {\displaystyle g_{i}} in der Zerlegung von {\displaystyle g=p^{r}=\sum _{i}f_{i}\cdot g_{i}} nach der Basis {\displaystyle f_{i}} des Ideals. Die von Brownawell gefundene obere Schranke war exponentiell in der Anzahl der Variablen n.
1986 erhielt er den Hardy-Ramanujan-Preis mit Michel Waldschmidt. Beide bewiesen unabhängig die Transzendenz von mindestens einer der beiden Zahlen {\displaystyle e^{e}} oder {\displaystyle e^{e^{2}}} (mit der Eulerschen Zahl {\displaystyle e}). Das löste ein Problem von Theodor Schneider über transzendente Zahlen.
2012 wurde er Fellow der American Mathematical Society. 1977/78 erhielt er den Humboldt-Forschungspreis. 1985/86 war er am Institute for Advanced Study.
Seine Ehefrau Eva Brownawell traf er in seiner Zeit an der Universität Hamburg. Zu seinen Hobbys zählen Reisen und Indoor-Rollschuhlaufen.